# Phare du cap Arago
Le phare du cap Arago (ou aussi phare du cap Gregory) était un phare situé à Charleston, à environ 4 km du cap Arago, dans le comté de Coos (État de l'Oregon), aux États-Unis. Il a été désactivé en 2006.
Ce phare était géré par la Garde côtière américaine, et les phares de l'État de Washington sont entretenus par le District 13 de la Garde côtière  basé à Seattle.
Il se trouve dans le parc d'État d'Oregon de Cape Arago State Park (en). Il est inscrit au Registre national des lieux historiques depuis le 13 mai 1993 .

## Histoire
À partir du milieu du XIXe siècle, la Coos Bay est devenue un important point de navigation sur la côte ouest des États-Unis. L'important trafic maritime à l'époque justifia la construction d'un phare sur le site, et en 1864, des fonds ont été accordés pour sa construction.
En 1866, un premier phare a été mis en service. Cette première tour, qui abritait une lentille de Fresnel du quatrième ordre, n'était rien de plus qu'une tourelle métallique octogonale de 7,6 m. Située à l'extrémité ouest d'une île, elle était reliée à la résidence du gardien par une passerelle en bois de 400 mètres. Cependant, en raison de son emplacement sur l'île, le phare était très exposé aux éléments et eut bientôt besoin de réparations. Au cours des 35 années suivantes, une grande partie de l'infrastructure de la station a dû être réparée ou remplacée. Plusieurs améliorations ont également été apportées durant cette période, notamment l'installation d'un signal de brume et d'un hangar à bateaux. Cependant, les exigences des marins pour une meilleure lumière et la menace de l'érosion signifièrent la fin de ce premier phare, et en 1909, une deuxième tour fut mis en service.
Le second phare, situé plus haut sur l'île, était une tour en bois de 30 m et offrait un meilleur éclairage. Conçu par Carl W. Leick (en), il était similaire au phare de Mukilteo dans l'état de Washington. L'érosion l'a aussi finalement menacé, et en 1934, un troisième phare a été mis en service.

## Description
Le phare actuel est une tour octogonale en béton, avec galerie et lanterne, pour mieux résister aux intempéries. Il contient la lentille de Fresnel de 4e ordre du second phare. Il ressemble au phare de Point Robinson. Après sa construction, en 1934, la première tour a été finalement détruite. La tour du second a été enlevée et le bâtiment des gardiens a été converti en bureau.
En 1966, la lumière a été automatisée. En 1993, l'objectif de Fresnel original a été remplacé par un objectif moderne de type VRB-25 (en). La lumière a fonctionné jusqu'à sa désaffectation le 1er janvier 2006. Il émettait trois éclats blancs toutes les 20 secondes avec une portée de 14 milles nautiques (environ 26 km).
Aujourd'hui, seul le troisième phare reste debout, tous les autres bâtiments ayant depuis été démolis depuis. Le site n'est pas ouvert au public et toute la zone est clôturée. En hiver 2012-2013, le pont de bois d'origine y accédant a été érodé par la mer.
Identifiant : ARLHS : USA-106 - ex-Amirauté : G4450 - ex-USCG : 6-0605.
|           |
| Cap Arago |

|                    |
| La station en 1944 |

### Lien connexe
- Liste des phares de l'Oregon